# Ančka Korže Strajnar
Ančka Korže Strajnar, slovenska bibliotekarka, * 21. julij 1925, Ponikva, Slovenija, † november 2017.

## Šolanje
Leta 1950 je dokončala učiteljišče v Ljubljani in se 2 leti kasneje zaposlila v Delavski knjižnici (zdaj Knjižnica Otona Župančiča). Nekaj časa se je strokovno izobraževala tudi v tujini.

## Delo
V letih od 1963 do 1978 je delala kot inštruktorica in voditeljica republiške matične službe za knjižnice v Narodni in univerzitetni knjižnici. Od leta 1981 pa je bila bibliotekarska svetovalka predvsem na področju sodobnega razvoja in družbenega uveljavljanja splošnih javnih knjižnic, zato se je specializirala za vprašanja splošnih javnih knjižic in za prostorsko programiranje knjižnic. Objavljeni so njeni strokovni članki in raziskave s področja bibliotekarstva, predvsem na temo splošno javnih knjižnic. Bila je dejavna tudi na knjižničarskih strokovnih posvetovanjih in v stanovski organizaciji.  

## Priznanja
Kot posebno strokovno in društveno priznanje za izjemne uspehe na bibliotekarskem področju je leta 1967 prejela Čopovo diplomo.

## Objave, pomembna dela
- Ančka Korže, Splošnoizobraževalno knjižničarstvo v Sloveniji 1970 – 1980, Ljubljana: Kulturna skupnost, 1982
- Ančka Korže - Strajnar, Darja Mrevlje - Polak, Igor Skulj, Prostorsko oblikovanje splošnoizobraževalnih knjižnic, Ljubljana: NUK, 1984